# Таттва-бодха
Таттва-бодха (санскр. tattva bodha, или tattvabodha तत्त्वबोध, «знание истины») — текст философии индуизма, служащий введением в понятия и термины адвайта-веданты и объясняющий её основные принципы. Данный труд приписывается Ади Шанкарачарье, индийскому философу, учителю и мистику VIII века.

## Этимология
Таттва-бодха, или таттвабодха (санскр. तत्त्वबोध, IAST: tattvabodha) — санскритское слово, состоящее из двух существительных: तत्त्व (IAST: tattva) — «реальность, сущность, бытие, истина» и बोध (IAST: bodha) — «знание», что означает «знание истины».

## Описание
«Таттва-бодха» посвящён ознакомительному изучению ключевых концепций веданты и самоисследованию. Текст насыщен ведантической терминологией, для которой приводятся краткие и точные определения. Он состоит из 38 основных строф, написанных в форме диалога между учителем и учеником и относится к категории литературы «пракара́на гра́нтха», что делает его доступным и понятным для новичков.

## Терминология
«Таттва-бодха» включает множество терминов и определений, помогающих понять базовые аспекты философии веданты. В этом тексте рассматриваются такие ключевые понятия, как истинное "я" (атман), которое неизменно и вечно, и составляет основу существования каждого индивида. Атман выступает в роли наблюдателя (сакши) трёх состояний сознания (авастха трая), пронизывая всё. По своей сути представляет собой сат-чит-ананда (санскр. सत्-चित्-आनन्द, IAST: sat-cit-ānanda) — «бытие», «сознание» и «блаженство».
Дживанмукта — это человек, осознавший свою истинную природу, достигший освобождения (мокши) при жизни. Такой человек обретает "бесформенное абсолютное сознание", свободен от кармических последствий своих действий и пребывает в состоянии внутреннего мира и блаженства.. 
Таттва-бодха рассматривает три состояния сознания: бодрствование (джаграт), сновидение (свапна) и глубокий сон (сушупти). Эти состояния показаны как иллюстрации различия между изменяющимися аспектами мира и неизменной природой "я". В трактате говорится о трёх видах кармы: агами-карма создаётся нынешними действиями для её реализации в будущем, санчита-карма — это накопленная карма из прошлых жизней, а прарабдха-карма — это та часть санчита-кармы, которая уже проявляется в текущей жизни. 
"Садхана чатуштайя" (санскр. साधनचतुष्टय, IAST: sādhanacatuṣṭaya — साधन, IAST: sādhanā — «духовная практика или дисциплина» и चतुष्टय, IAST: catuṣṭaya — «состоящий из четырёх», дословно "четырёхчастная духовная дисциплина") — это духовная дисциплина, включающая четыре основные составляющие: вивека (различение) — способность отличать постоянное (вечное) от непостоянного (временного); вайрагья (бесстрастие) — отсутствие желания наслаждаться плодами своих действий; шатка-сампатти (шесть дисциплин) — включает в себя: шама (контроль ума), дама (усмирение органов чувств), упарама (исполнение дхармы), титишка (терпение и выносливость), шраддха (вера в учение) и самадхана (сосредоточенность, или фиксация ума на аспектах истины); мумукшутва (стремление к освобождению) — сильное желание достичь освобождения (мокша).
Таттва-бодха описывает три гуны: саттва, раджас и тамас — три качества природы,  влияющие на поведение и сознание человека. Майя, состоящая из трёх гун, представляет собой иллюзию, из-за отождествления с которой мир воспринимается как реальный, скрывая тем самым истинную природу атмана. Кроме того, в работе  рассматриваются панча-коши и три тела: панча-коши — это пять оболочек или слоев человеческого бытия, а также три тела (шарира трая) — грубое (стхула), тонкое (сукшма) и причинное (карана). Таттва-бодха объясняет также двадцать четыре таттвы, включающие пять великих элементов (панча-махабхута), пять органов чувств (джнянендрии), пять органов действия (кармендрии), пять тонких элементов (танматр), ум (манас), разум (буддхи), эго (аханкара) и сознание (читта). 
Процесс панчикарана описывает создание видимого мира и тел из взаимодействия этих элементов. Каждый из пяти элементов (земля, вода, огонь, воздух и эфир) делится и смешивается в определённых пропорциях для формирования различных форм и объектов.Текст анализирует человеческий опыт через эти составляющие элементы, помогая искателю понять, что истинное "я", называемое атманом, находится за пределами этих структур и тел.
Одним из ключевых учений Таттва-бодхи является метод самопознания. Текст ведет через серию размышлений, направленных на различение вечного "я" от преходящих элементов бытия, охватывая и другие важные понятия и аспекты, углубляясь в суть человеческого существа и вселенной.